# لوران فوآرست
لوران فوآرست (فرانسوی: Laurent Foirest‎؛ زادهٔ ۱۸ سپتامبر ۱۹۷۳) بازیکن بسکتبال اهل فرانسه بود.
وی در مسابقات کشوری و بین‌المللی در مجموع برندهٔ ۱ مدال طلا، ۱ مدال نقره شده‌است.